# Fêtes venitiennes
Fêtes Vénitiennes je slika Jean-Antoine Watteauja iz leta 1719, ki je zdaj v Škotski nacionalni galeriji v Edinburgu, ki ji jo je leta 1861 zapustila Lady Murray iz Henderlanda, vdova Johna Murrayja, lorda Murrayja. Ime je dobilo po grafiki dela Laurenta Carsa iz leta 1732 in izhaja iz beneških slogov oblačenja in plesa, ki so prikazani v delu, pri čemer je prvega navdihnila commedia dell'arte. Spada v žanr fête galante, ki ga je ustvaril Watteau.
Glavna plesalka v središču naj bi bila igralka Comédie-Française Charlotte Desmares, ljubica vojvode Orleanskega, medtem ko nekateri identificirajo plesalko v črnem klobuku kot flamskega slikarja Nicolasa Vleughelsa, prijatelja Watteauja. Ta dva plesalca sta prikazana med plesanjem menueta, druge figure pa sedijo v ozadju. Te vključujejo moškega, ki dvori ženski, dve ženski, ki se pogovarjata z igralcem in domnevni avtoportret slikarja kot glasbenika, ki drži komplet dud – te so imele spolno simboliko že od srednjega veka, na primer v sliki Hieronymusa Boscha Vrt zemeljskih naslad. Za to sedečo skupino sta še dve osebi in vodnjak.

## Opis
Glavna plesalka, ki zavzema središče slike, naj bi bila igralka Christine Charlotte Desmares, ki je bila ljubica vojvode Orleanskega, s katerim je leta 1702 imela nezakonsko hčerko Angélique de Froissy.
Plesalec v črnem klobuku, obrnjen proti njej, je bil identificiran kot Nicolas Vleughels, flamski slikar, prijatelj in lastnik Watteauja, ki se je povzpel do direktorja Rimske akademije (1725–36). Njegova oblačila delujejo šaljivo in se morda zgledujejo po italijanskih komikih, kar bi pojasnilo naslov, ki ga je razdelil graver Laurent Cars.
Za tem parom, ki pleše menuet, sedi cela vrsta udeležencev. Slikar sam se je upodobil sedečega, kot glasbenik, ki drži nekakšno dudo, imenovano tudi musette. Od srednjega veka je bila duda priznana kot instrument spolne simbolike; Jêrome Bosch ga je kot takega vključil v svoj slavni triptih Vrt zemeljskih užitkov. En kavalir dvori dami, drugi dve dami pa se pogovarjata z igralcem. Zadaj vidimo še en par, ki stoji pred vodnjakom.
Watteau na podoben način obravnava različne materiale, tako taft kot vodo, ljudi in kipe, listje in kodre, s čimer uspe sliki dati enotnost.